# 신창역
신창(순천향대학)역(Shinchang Station, 新昌驛)은 충청남도 아산시 신창면 행목리에 있는 장항선의 철도역이며 수도권 전철 1호선의 전철역으로, 수도권 전철 1호선은 이 역에서 시·종착한다.

## 개요
본래 이 역은 과거 충청남도 신창군의 본거지인 구 신창군 소동면 오목리에 있었다. 이후학성면 오목리를 거쳐 현재의 아산시 신창면 '오목리'에서 유래한 오목역이라는 이름으로 개업했고, 1926년 역명을 충남신창역으로 개칭했으며 1955년에 현재의 신창역이라는 이름으로 변경되었다. 이 역은 장항선 일반열차가 정차하는 역이었지만 2004년 7월 16일 여객 서비스 종료로 모든 여객열차가 무정차 통과하게 되었다. 그러다가 2007년에는 천안 ~ 신례원 구간이 복선 전철화로 개량되면서 기존 신창역에서 약 4.2km 정도 떨어진 행목리로 이전하였고, 2008년 12월 15일 수도권 전철 연장 개통과 함께 새로 이전한 역에서 여객 취급을 재개했다. 지금의 신창역은 순천향대라는 병기역명을 표기하고 있으며, 부기역명은 개통 당시에 한국폴리텍Ⅳ대학이 사용된 적이 있으며 인근에 순천향대학교, 한국폴리텍Ⅳ대학 아산캠퍼스가 위치하고 있다. 현재는 부기역명은 없어진 채 병기역명만 있다.
2009년 6월 1일부터 서울 - 신창간 누리로가 운행되기 시작하면서 이 역에서 시·종착하고 있다. 누리로 열차는 2016년 12월 9일부터 잠시 운행 중단되었다가 2017년 2월 28일에 운행이 재개되었다. 그러나 누리로 열차는 열차 시간표 개정에 따라 2019년 12월 30일부터 2020년 1월 12일까지 임시로 다시 운행 중지되고 급행열차가 증편 운행된다.
현재는 코로나19로 인하여 순천향대가 열차 내 강의프로그램을 중단하면서 임시 운행중단 상태이다.
2008년부터 2025년까지 2세대 운행 했었지만 3세대와 중복으로 운행 횟수가 많지 않고 2세대가 더 이상 신창행을 운행하기 싫기 때문에 2세대는 신창급행만 운행 중이다. 하지만 2세대 신창행 일반열차는 더 이상 운행 하지 않는다. 2024년에 도시바 VVVF-GTO는 마지막 운행 기념으로 이루어졌다.

## 역사
- 1922년 6월 15일: 충청남도 아산군 신창면 오목리 300번지에 오목역(五木驛)이라는 이름으로 영업 개시 (무배치간이역)[7]
- 1926년 8월 8일: 오목역에서 충남신창역(忠南新昌驛)으로 역명 변경
- 1926년 11월 19일: 보통역으로 승격
- 1955년 7월 1일: 충남신창역에서 신창역(新昌驛)으로 역명 변경[8]
- 1961년 7월 31일: 무배치간이역으로 격하
- 1962년 5월 10일: 보통역으로 승격
- 1971년 3월 23일: 신창역 구 역사 신축 착공
- 1972년 5월 25일: 신창역 구 역사 신축 준공
- 1983년 2월 1일: 수소화물 취급중지[9]
- 1997년 10월 15일: 배치간이역으로 격하[10]
- 1998년 12월 1일: 장항선 전구간 비둘기호 운행중단
- 2004년 4월 1일: 장항선 통일호 운행중단
- 2004년 7월 16일: 여객 취급 중지[11]
- 2004년 12월 10일: 무배치간이역으로 격하[12]
- 2005년 9월 30일: 화물 취급 중지
- 2007년 12월 21일: 장항선 복선화 및 선형개량 사업에 따라 신창면 행목리 346-7번지로 역사 이전
- 2008년 12월 15일: 수도권 전철 1호선 천안~신창간 개통과 함께 전철역으로 여객 취급 개시, 보통역으로 승격[13]
- 2008년 12월 24일: 역명 한자 오기 수정(新昌(順天響大)→新昌(順天鄕大))[14]
- 2009년 6월 1일: 누리로 개통
- 2010년 1월 21일: 당정역 개업으로 1호선 역번호가 P174번에서 P177번으로 변경
- 2013년 8월 30일: 2번 출구 신설
- 2016년 12월 9일: 누리로 운행 중지 및 천안역까지 운행하는 일부 급행열차가 이 역까지 연장 운행
- 2017년 2월 28일: 누리로 운행 재개
- 2019년 12월 30일: 열차 시간표 개정으로 서울~신창간 누리로 다시 운행 잠정중지와 함께 신창 급행 증편 운행
- 2020년 1월 13일: 누리로 운행재개(서울~신창)
- 2020년 5월 23일: 누리로 폐지
- 2024년 11월 2일: ITX-마음 운행 개시

## 역 구조
2면 4선의 쌍섬식 승강장이며 수도권 전철 1호선은 주로 2번 승강장을 이용한다. 출구는 1개였으나 2013년 8월 30일부로 2번 출구를 신설하였다. 현재 스크린도어가 설치되어 있다.

### 승강장
| ↑온양온천                         |
| １２ \| ３４ \|                   |
| 시·종착역(1호선)/신례원(장항선) ↓ |

| 1 | 장항선 | ITX-마음            | 천안 · 수원 · 용산 방면              |  |
| 2 | 장항선 | ● 수도권 전철 1호선 | 구로 · 서울역 · 청량리 · 광운대 방면 |  |
| 3 | 장항선 | ● 수도권 전철 1호선 | 당역 종착                            |  |
| 4 | 장항선 | ITX-마음            | 예산 · 홍성 방면                     |  |

2, 3번 승강장에서만 전철 취급을 하고 있다. 그나마도 대부분 2번 승강장에서만 전철 취급하고 3번 승강장은 출퇴근 시간 외에는 잘 취급을 안 한다. 스크린도어 또한 1~4번 승강장 중 2번 승강장 한 군데에만 설치되어 있다.

## 역 주변
- 순천향대학교
- 한국폴리텍IV대학 아산캠퍼스
- 경찰대학

## 사진

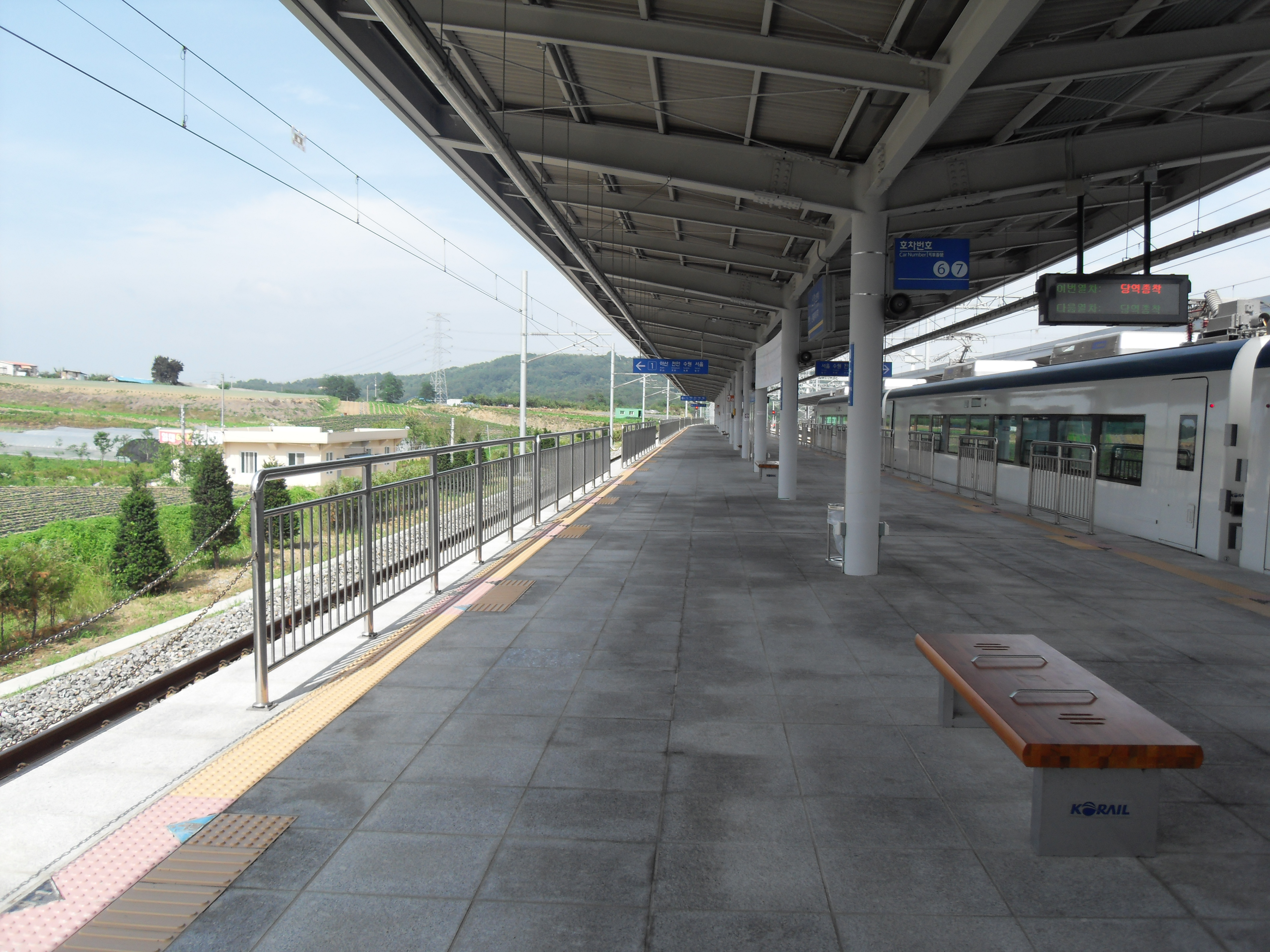
1, 2번 승강장 (2번 승강장 스크린도어 설치 전)
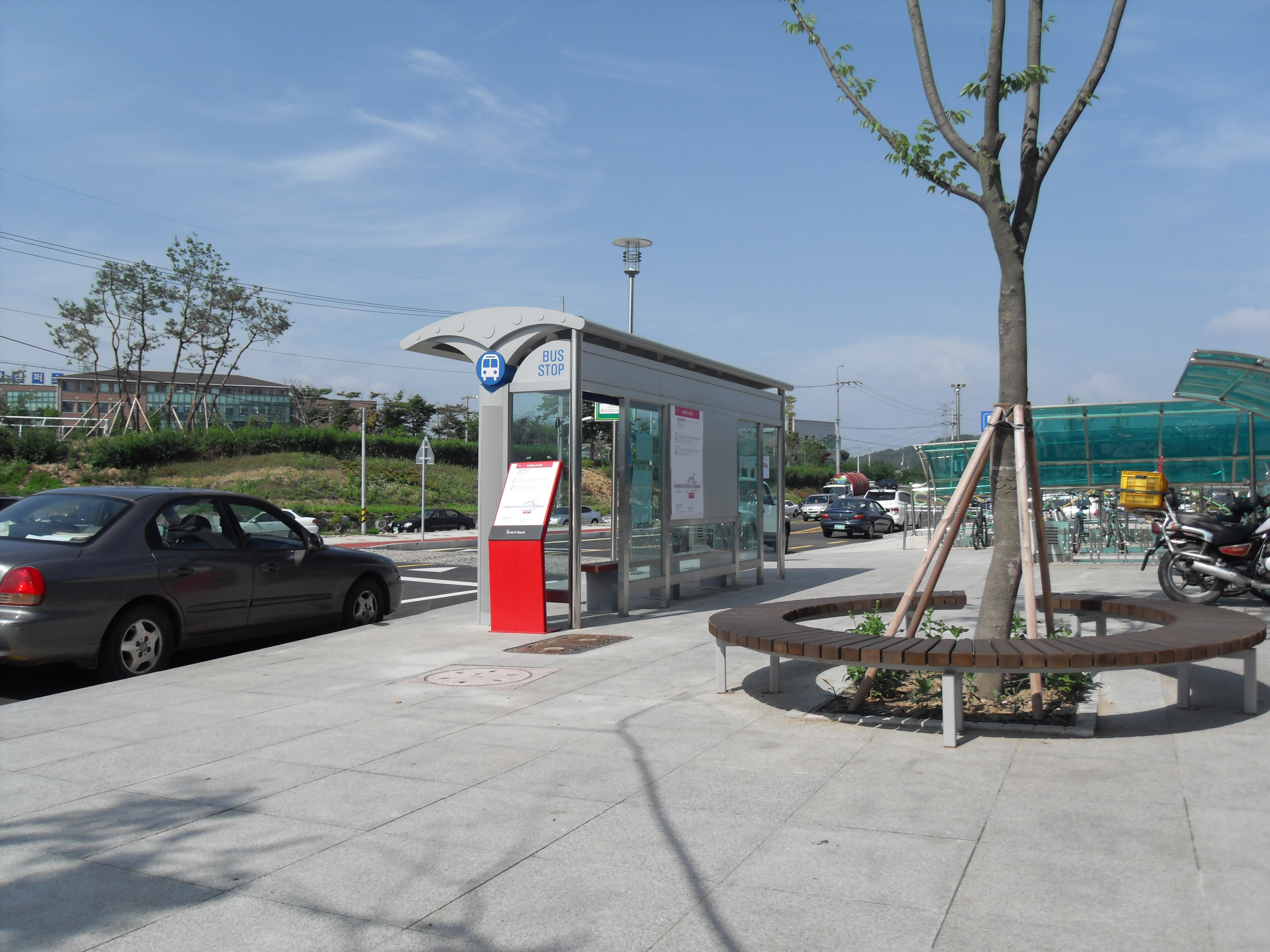
역 주변의 버스 정류장
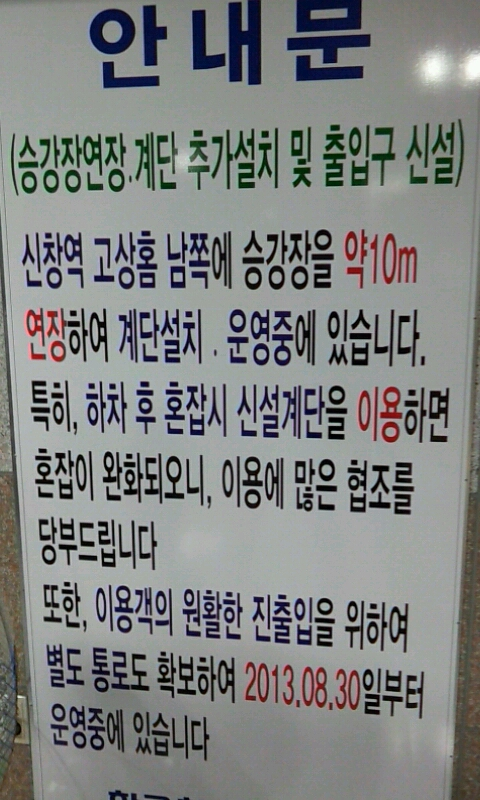
2번 출구 신설 안내문
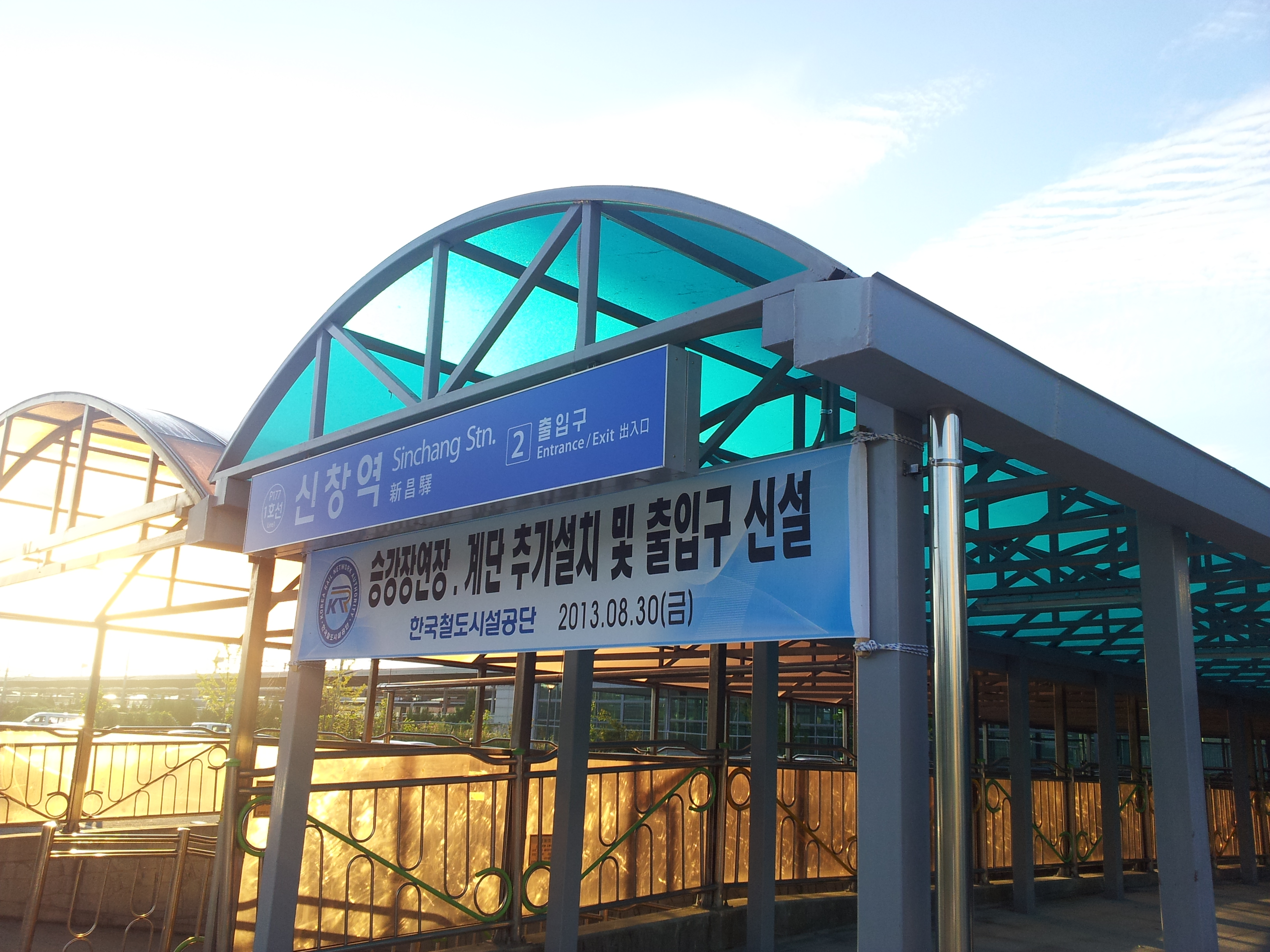
2번 출구
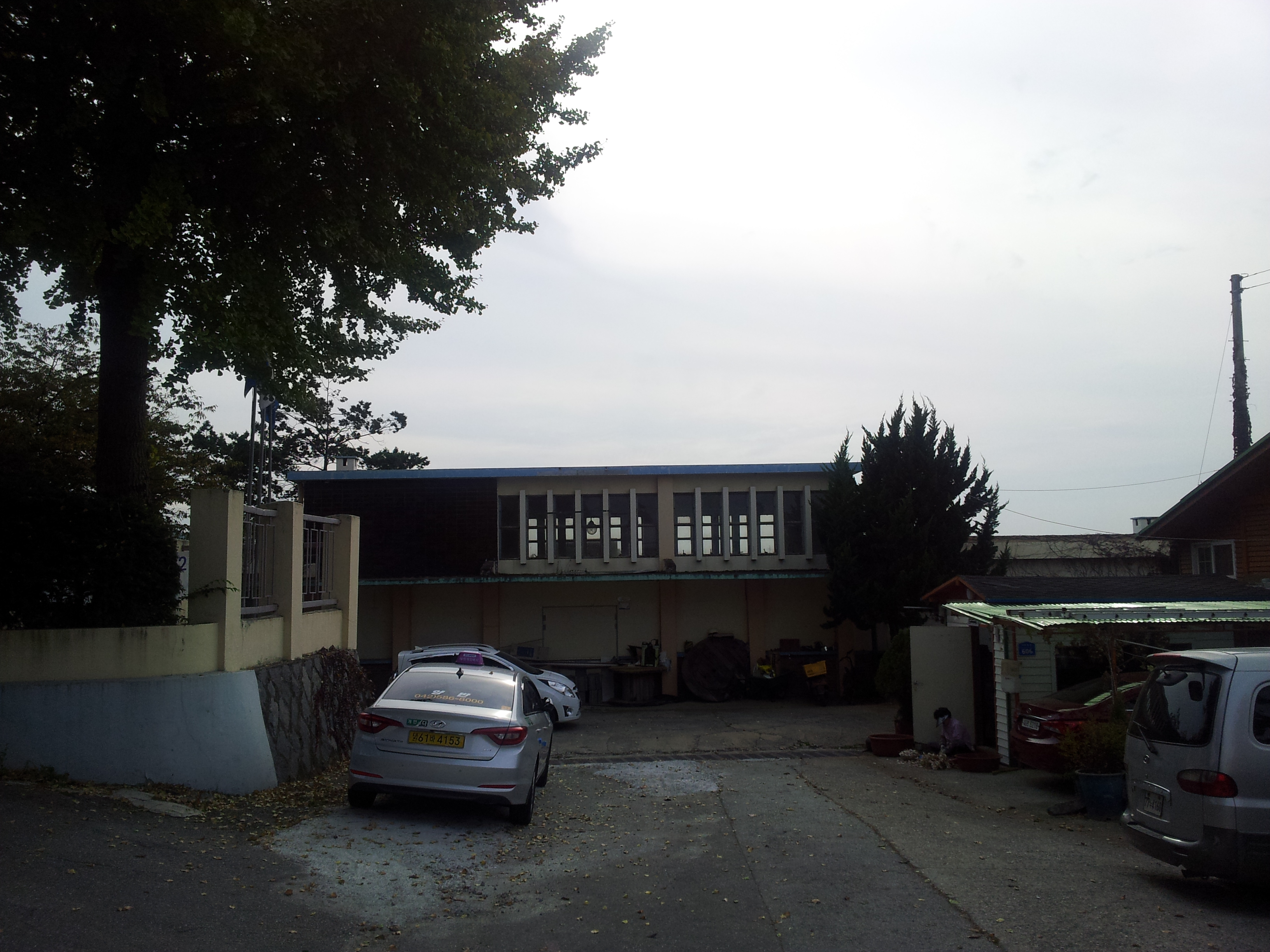
구 역사 앞모습
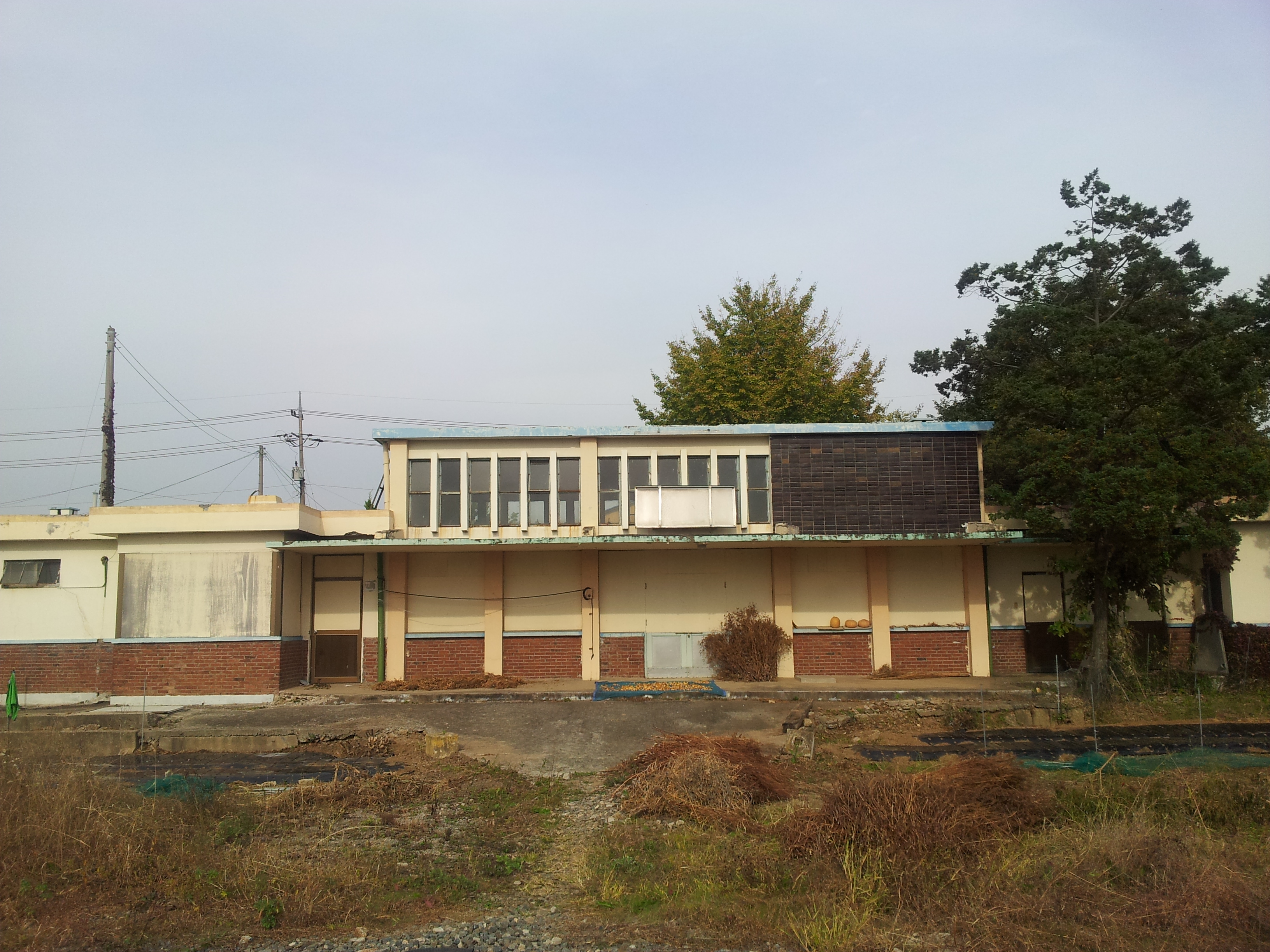
구 역사 뒷모습

## 승차량 변동
| 노선   | 승차 인원 | 승차 인원 | 승차 인원 | 승차 인원 | 승차 인원 | 승차 인원 | 승차 인원 | 승차 인원 | 승차 인원 | 승차 인원 | 주 석  |
| 노선   | 2008년    | 2009년    | 2010년    | 2011년    | 2012년    | 2013년    | 2014년    | 2015년    | 2016년    | 2017년    | 주 석  |
| ------ | --------- | --------- | --------- | --------- | --------- | --------- | --------- | --------- | --------- | --------- | ------ |
| 장항선 | 1,078     | 1,948     | 2,059     | 2,327     | 9,4150    | 2,290     | 2,493     | 2,295     | 2,207     | 2,185     | [ 15 ] |
| 장항선 | 2018년    | 2019년    | 2020년    | 2021년    | 2022년    |           |           |           |           |           | [ 15 ] |
| 장항선 | 2,157     | 2,118     | 1,082     | 1,361     | 1,928     |           |           |           |           |           | [ 15 ] |

## 인접한 역
| 장항선                                                          | 장항선                                                                             | 장항선           |
| --------------------------------------------------------------- | ---------------------------------------------------------------------------------- | ---------------- |
| 온양온천 용산 방면                                              | ITX-마음 장항선                                                                    | 신례원 홍성 방면 |
| P176 온양온천 광운대 방면 청량리 (지하) 방면 서울역 (지상) 방면 | ● 수도권 전철 1호선 경부선 완행 경부선 급행 A 경부선 급행 B (일부 열차 이 역 시발) | 시·종착역        |